# Touré Kunda
Touré Kunda ist eine aus dem Senegal stammende Band, die westafrikanische Weltmusik darbietet. Die Gruppe hat auch mit Carlos Santana und den Talking Heads zusammengearbeitet.

## Geschichte
Der Kern der Gruppe waren die Geschwister Ismaïla (1950–2023) und Sixu Tidiane Touré (* 1950), die durch ihren älteren Bruder Amadou Touré (1943–1983) angeleitet wurden. 1973 migrierte Ismaïla Touré nach Frankreich, wo er bald mit Wasis Diop spielte. Sein jüngerer Bruder Sixu folgte 1977. Gemeinsam gründeten sie eine erste Band, nur mit französischen Musikern. Sie traten zunächst im Hippodrome de Pantin bei dem von dem Aktivisten Mamadou Konté initiierten Festival Africa Fête auf, dann im Théâtre Dunois, das sie einen Monat lang besetzten (dokumentiert vom Fernsehsender FR3). 1979 erschien ihr erstes Album Mandinka dong, allerdings noch unter den Namen der beiden Brüder, Ismaïla und Sixu Touré.
Im selben Jahr kam ihr Bruder Amadou Touré ebenfalls nach Paris, wo sie 1980 ihr erstes Album Ismaïla do Sixu veröffentlichten, nun als Touré Kunda (soninkanxaane Die Elefantenfamilie). Die Band sang in verschiedenen Sprachen Westafrikas. Die musikalischen Haupteinflüsse ihrer Songs sind Mbalax und Reggae; diese verband Touré Kunda zu einem eigenen Stil, den sie Djambaadong nannten.
1983 starb Amadu Touré, der als Bandleader fungierte, an einem Herzinfarkt. Die Übriggebliebenen vereinten sich mit ihrem jüngeren Bruder Ousemane und entschlossen sich nach dem Tribut-Album Amadou-Tilo weiterzumachen. Später kam auch Hamadou Touré in die Band.
Touré Kunda sind vor allem in Frankreich und Westafrika bekannt; vom Album Live Paris Ziguinchor verkaufte sich mehr als eine Viertelmillion Exemplare. Ihren größten Erfolg in anderen Ländern verzeichneten sie bei der Teilnahme an Santanas Titel Africa Bamba (von dessen Album Supernatural). 
Die Gruppe engagierte sich auch politisch; sie trat für die Rechte der Migranten ein und unterstützte die Dekade für eine Kultur des Friedens und der Gewaltfreiheit für die Kinder der Welt der Vereinten Nationen. 2018, zum 40-jährigen Bestehen der Band, veröffentlichten sie das Album Lambi Golo (mit Carlos Santana, aber auch mit Manu Dibango und Lokua Kanza) und kehrten noch einmal für eine Runde auf die Bühnen zurück (2019 Auftritt beim Africa Festival in Würzburg).

## Diskografie
- 1980: E’Mma Africa
- 1981: Touré Kunda
- 1983: Amadou Tilo
- 1984: Casamance au clair de lune
- 1984: Live Paris Ziguinchor (Celluloid)
- 1985: Natalia
- 1986: Toubab Bi
- 1988: Karadindi
- 1990: Salam
- 1991: Sounké (En concert)
- 1992: Sili Beto
- 1996: Mouslai (WEA)
- 2000: Terra Saabi
- 2008: Santhiaba
- 2018: Lambi Golo (Soulbeats)

Kompilationen
- 1987: Best of Touré Kunda
- 1996: The Touré Kunda Collection (Putumayo World Music)
- 1999: Légende (Sony)